# Neuberesinchen
Neuberesinchen – dzielnica w centralnej części Frankfurtu nad Odrą. W 2015 roku liczyła 5708 mieszkańców, a w 1989 roku liczyła 21 547 mieszkańców co dawało jej status najludniejszej z dzielnic. 
Dzielnica budowana była od końca lat 70. do końca lat 80. XX wieku w celu wyeliminowania niedoboru mieszkań we Frankfurcie nad Odrą, który także wraz z rozwojem zakładów Mikroelektroniki chciał przyciągnąć nowych pracowników. Łącznie zbudowano ok. 23 tys. mieszkań w blokach z wielkiej płyty, stworzono także tereny rekreacyjne i podłączono linię tramwajową. Po upadku NRD na początku lat 90. upadły zakłady mikroelektroniczne, a Frankfurt zaczął się wyludniać, co dotknęło Neuberesinchen najbardziej ze wszystkich dzielnic miasta (z 21 547 mieszkańców w 1989 r. do 5708 w 2015 r.). Od końca lat 90. bloki z wielkiej płyty są stopniowo wyburzane (prócz wieżowców).
W dzielnicy Neuberesinchen znajduje się stacja kolejowa Frankfurt (Oder)-Neuberesinchen

## Osiedla
Neuberesinchen składa się z osiedli:
- Spartakusring,
- Kommunardenweg,
- Kuhaue/ Aurorahügel,
- Schulen Friedrich-Löffler-Straße,
- Clara-Zetkin-Ring,
- Am Arboretum,
- Jungklaussen,
- Schulsternwarte,
- Am Mühlental,
- Wallensteinstraße,
- An der Fröbelpromenade,
- Obere Thomasiusstraße,
- Mittlere Thomasiusstraße,
- Untere Thomasiusstraße,
- An der Schwedenschanze,
- Friedenseck.

## Demografia
Źródło: 

## Galeria

Mapa dzielnicy
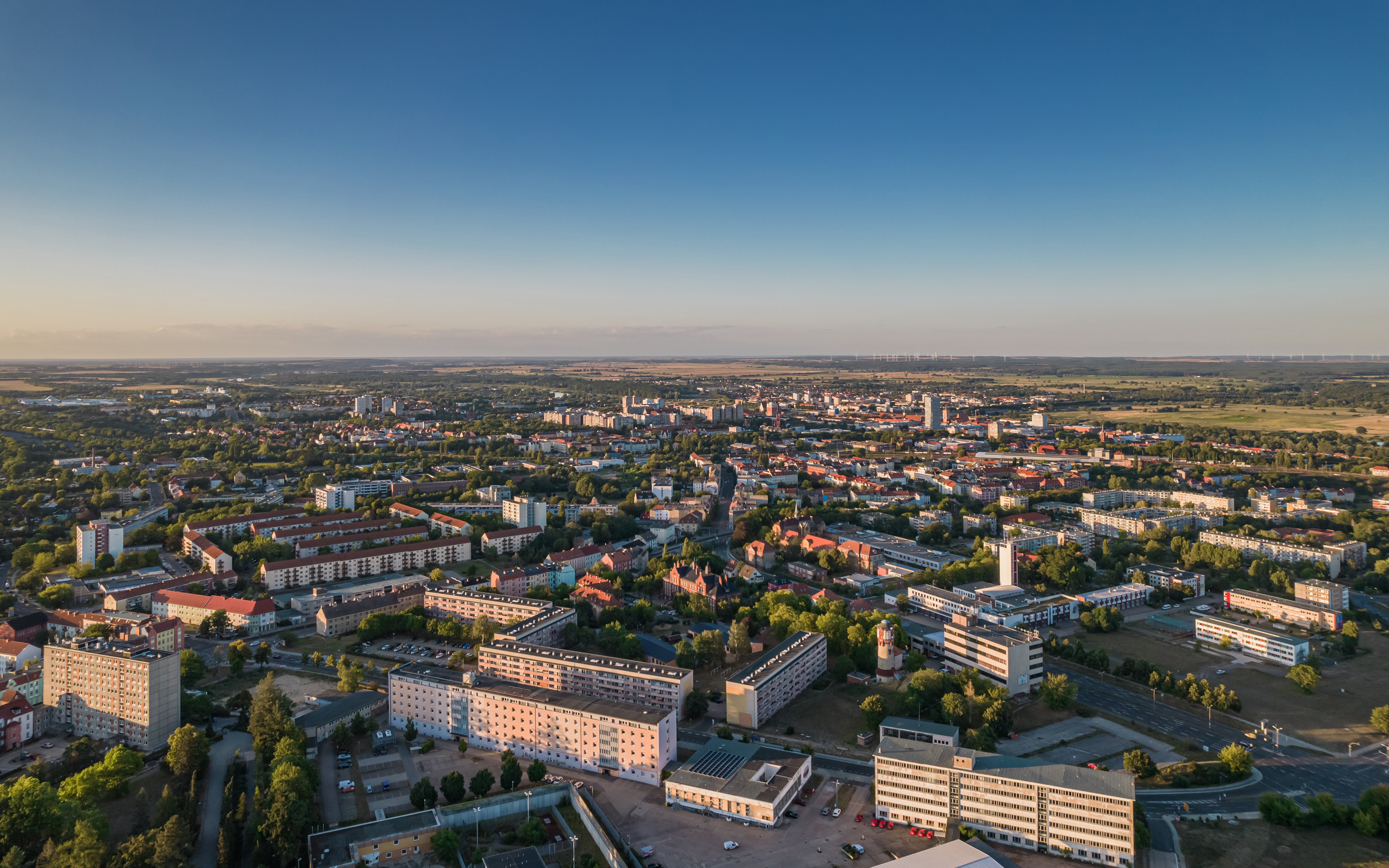
Neuberesinchen
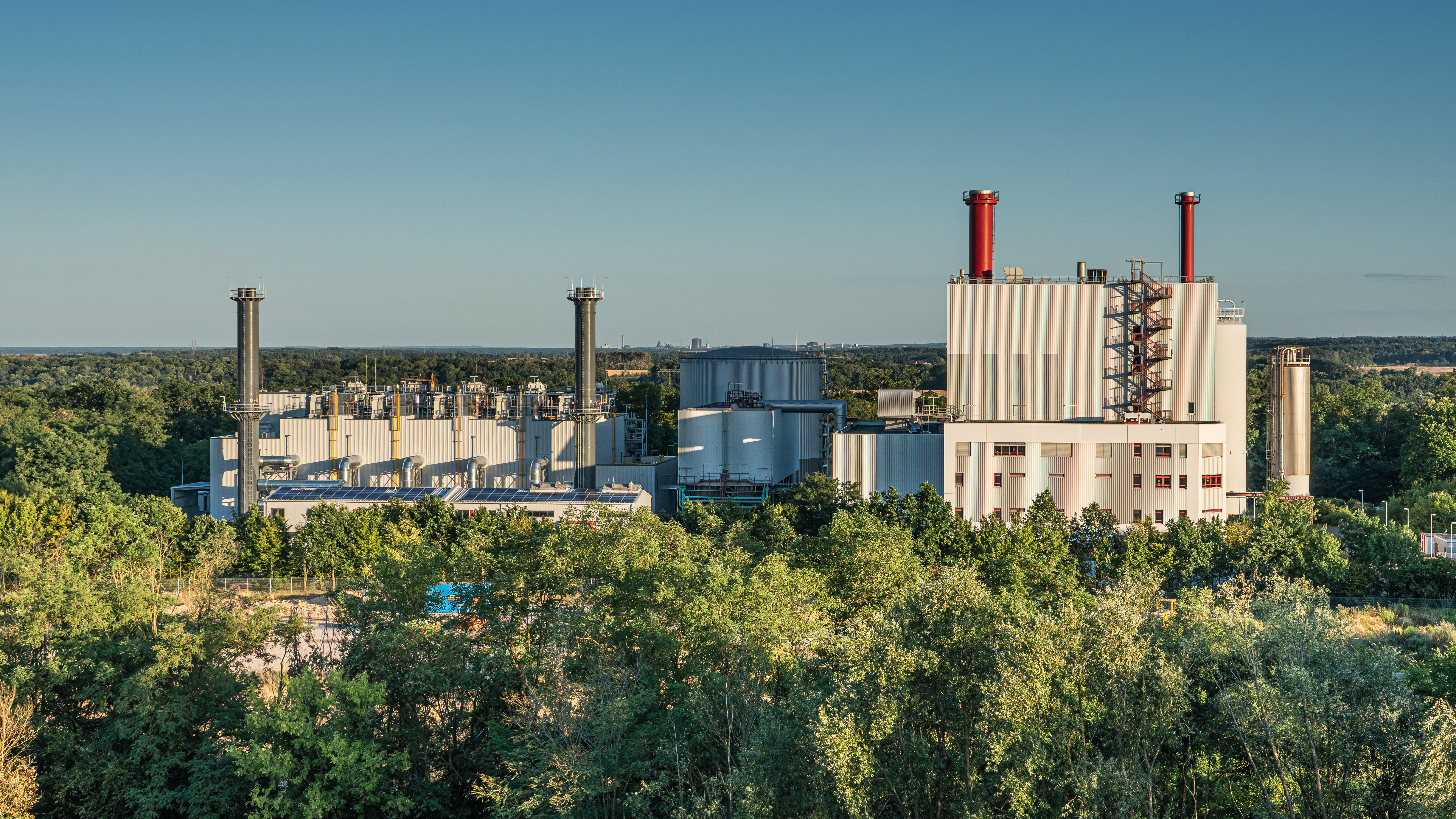
Neuberesinchen
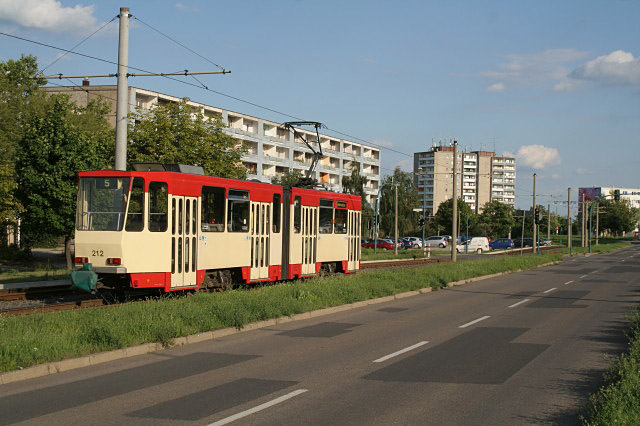
Tramwaj na Neuberesinchen
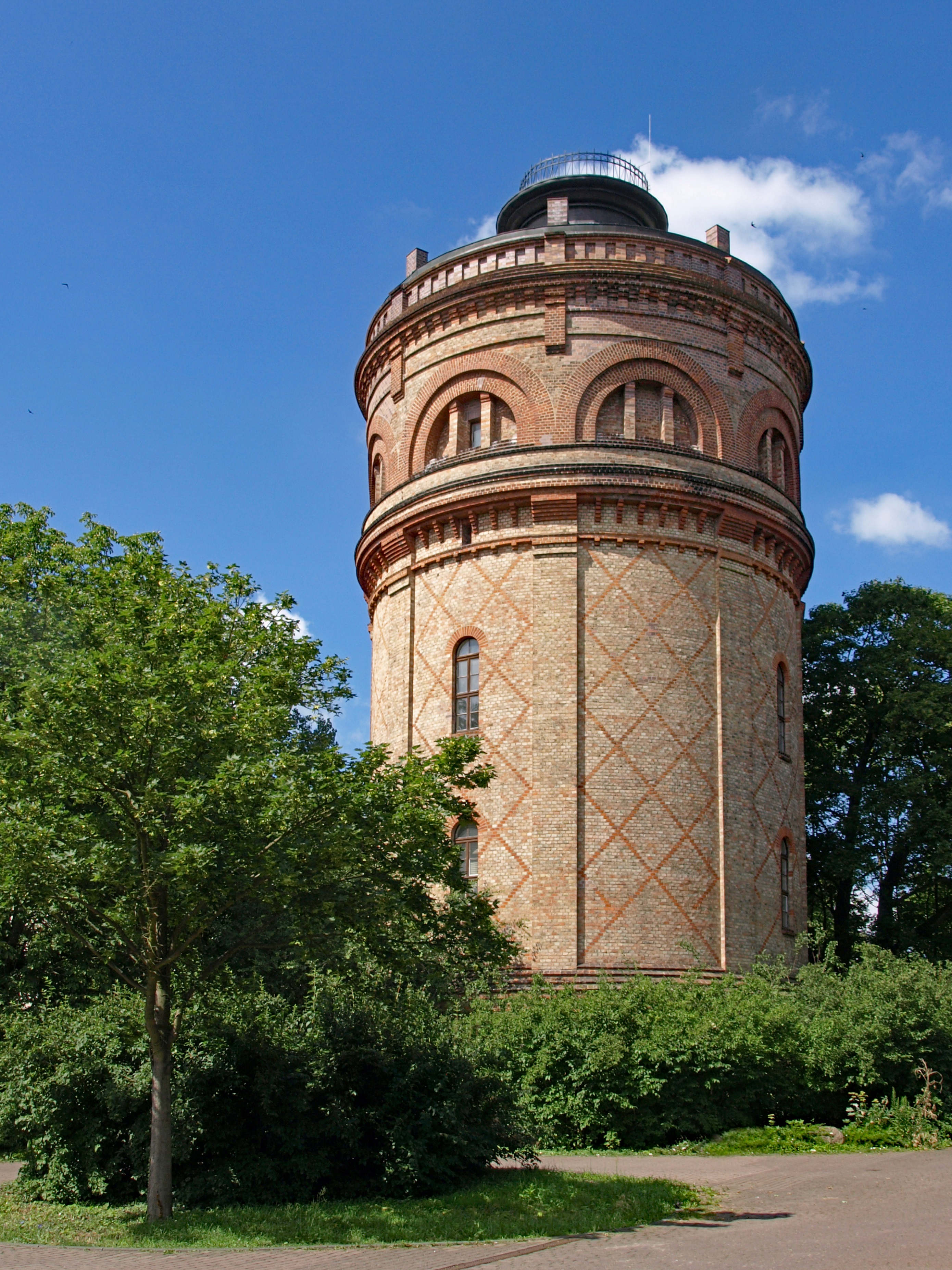
wieża wodna z XIX wieku